# Ballon d'or 2008
Navigation
Édition précédente Édition suivante
Le Ballon d'or 2008 est un trophée récompensant le meilleur footballeur du monde au cours de l'année civile 2008. Il s'agit de la 53e remise du Ballon d'or depuis 1956.
Le trophée est attribué le 2 décembre 2008 au Portugais Cristiano Ronaldo. Il est le troisième Portugais à recevoir cette distinction après Eusébio (1965) et Luís Figo (2000). Par ailleurs, il est le quatrième joueur de Manchester United à être récompensé après l'Écossais Denis Law (1964), l'Anglais Bobby Charlton (1966) et le Nord-Irlandais George Best (1968).

## Classement complet
Pour cette édition du Ballon d'Or, le favori est Cristiano Ronaldo, soulier d'or européen, vainqueur de la Premier League et de la Ligue des champions en ayant marqué en finale . Ses principaux concurrents sont Lionel Messi, troisième l'an passé et étoile montante du football mondial, qui a notamment obtenu la médaille d'or aux Jeux olympiques de Pékin et Fernando Torres, auteur de 24 buts en championnat avec Liverpool, vainqueur de l'Euro avec l'Espagne et buteur décisif en finale.
D'autres joueurs sont aussi candidats à la victoire finale comme les Espagnols vainqueurs de l'Euro comme Iker Casillas, Xavi et David Villa qui seront classés respectivement quatrième, cinquième et septième. Le tenant du titre Kaká réalise quant à lui une saison tout à fait honorable avec 23 buts et 15 passes décisives toutes compétitions confondues mais la décevante cinquième place en championnat et l'élimination dès les huitièmes de finale de Ligue des champions de son club font qu'il doit uniquement se contenter de la huitième place du classement.
Andreï Archavine est l'invité surprise de ce classement, n'ayant jamais reçu de nomination pour le trophée. Son année 2008 est tout simplement exceptionnelle ayant mené le Zénith Saint-Pétersbourg jusqu'au titre en Coupe UEFA et la Russie jusqu'en demi-finale de l'Euro. Ses bonnes performances, surtout à l'Euro, lui permettent d'atteindre la sixième place du classement devenant le premier russe à atteindre le top 10 depuis la dissolution de l'URSS.
Le 2 décembre 2008, Cristiano Ronaldo remporte le Ballon d'Or devant Lionel Messi et Fernando Torres avec 446 points.
| Rang | Nom                 | Club                     | Sélection nationale | Points |
| 1    | Cristiano Ronaldo   | Manchester United        | Portugal            | 446    |
| 2    | Lionel Messi        | FC Barcelone             | Argentine           | 281    |
| 3    | Fernando Torres     | Liverpool                | Espagne             | 179    |
| 4    | Iker Casillas       | Real Madrid              | Espagne             | 133    |
| 5    | Xavi                | FC Barcelone             | Espagne             | 97     |
| 6    | Andreï Archavine    | Zénith Saint-Petersbourg | Russie              | 64     |
| 7    | David Villa         | Valence CF               | Espagne             | 55     |
| 8    | Kaká                | AC Milan                 | Brésil              | 31     |
| 9    | Zlatan Ibrahimović  | Inter Milan              | Suède               | 30     |
| 10   | Steven Gerrard      | Liverpool                | Angleterre          | 28     |
| 11   | Marcos Senna        | Villarreal               | Espagne             | 16     |
| 12   | Emmanuel Adebayor   | Arsenal                  | Togo                | 12     |
| 13   | Wayne Rooney        | Manchester United        | Angleterre          | 11     |
| 14   | Sergio Agüero       | Atletico Madrid          | Argentine           | 10     |
| 15   | Frank Lampard       | Chelsea                  | Angleterre          | 8      |
| 16   | Franck Ribéry       | Bayern Munich            | France              | 7      |
| 17   | Samuel Eto'o        | FC Barcelone             | Cameroun            | 6      |
| 18   | Gianluigi Buffon    | Juventus                 | Italie              | 5      |
| 19   | Michael Ballack     | Chelsea                  | Allemagne           | 4      |
| 19   | Cesc Fàbregas       | Arsenal                  | Espagne             | 4      |
| 21   | Didier Drogba       | Chelsea                  | Côte d'Ivoire       | 3      |
| 21   | Sergio Ramos        | Real Madrid              | Espagne             | 3      |
| 21   | Nemanja Vidic       | Manchester United        | Serbie              | 3      |
| 24   | Edwin van der Sar   | Manchester United        | Pays-Bas            | 2      |
| 24   | Ruud van Nistelrooy | Real Madrid              | Pays-Bas            | 2      |

En plus, les cinq joueurs suivants ont été nommés mais ils n'ont reçu aucun point : Karim Benzema (Olympique lyonnais), Pepe (Real Madrid), Luca Toni (Bayern Munich), Rafael van der Vaart (Real Madrid), Iouri Jirkov (CSKA Moscou)